# Islam III. Geraj
Islam III. Geraj  (krimsko tatarsko ۳اسلام كراى‎, III İslâm Geray, turško III. İslâm Giray, rusko Ислям III Герай, Isljam III Geraj, ukrajinsko Іслям III Ґерай, Isljam III Geraj) je bil od leta 1644 do 1654 kan Krimskega kanata, * 1604, † 10.  julij 1654.
Leta 1648 se je združil z zaporoškim kozaškim voditeljem Bogdanom Hmelnickim v vstaji proti poljsko-litovski Republiki obeh narodov. Po podpisu Perejaslavskega sporazuma leta 1654 je zamenjal strani in se pridružil Poljski v vojni s Carsko Rusijo.  Kmalu zatem ga je, po legendi, umorila njegova kozaška priležnica. 

## Sklic
1. ↑  Record #129733571 // Gemeinsame Normdatei — 2012—2016.
2. ↑  Faceted Application of Subject Terminology
3. ↑  Мякотин В. А. Ислам-Гирей III // Энциклопедический словарь — Sankt Peterburg.: Брокгауз — Ефрон, 1894. — Т. XIII. — С. 387-388.
4. ↑  Mihajlo Hruševskij. History of Ukraine-Rus': The Cossack Age, 1626-1650. Canadian Institute of Ukrainian Studies Press, 2002. str. 322.

## Vir
- Олекса Гайворонский. Созвездие Гераев. Симферополь, 2003.

| Islam III. Geraj Dinastija GerajRojen: 1604 Umrl: 10. julij 1454 |                                  |                       |
| Vladarski nazivi                                                 |                                  |                       |
| Predhodnik: Mehmed IV.                                           | Kan Krimskega kanata 1644 — 1654 | Naslednik: Mehmed IV. |